# Maldita policía
El término «maldita policía» es una frase que se popularizó en Argentina desde la década de 1990 para referirse a una serie de sucesos sistemáticos de hechos de corrupción, abuso de autoridad e impunidad por parte de las fuerzas policiales del país, y en particular los de la Policía de la Provincia de Buenos Aires.

## Origen
El nombre «maldita policía» es acreditado al título de un artículo de portada de la revista Noticias, donde la tapa exibía una foto del aquel entonces jefe de la policía bonaerense Pedro Klodczyk, bajo el título de «Maldita policía» como símbolo de la corrupción dentro del territorio bonaerense. La foto fue realizada por el fotoperiodista José Luis Cabezas, quien un año más tarde sería encontrado muerto por revelar una foto del empresario Alfredo Yabrán; el asesinato de Cabezas también sería englobado dentro de los hechos de la «maldita policía».

## Casos emblemáticos

### Masacre de Wilde
El 10 de enero de 1994, en la ciudad de Wilde, partido de Avellaneda, dos coches fueron baleados por oficiales de la Brigada de Investigación de Lanús. La balacera se produjo por haberlos confundido con una banda de delincuentes. En los más de doscientos impactos, murieron dos civiles inocentes.
Este episodio comenzó a revelar las prácticas violentas y abusivas de las fuerzas policiales, sumado a las maniobras de encubrimiento por parte de las instituciones. Los cimientos para referirse específicamente a la policía con esa frase comenzaron luego de este hecho.

### Caso José Luis Cabezas
En el verano de 1996, el reportero gráfico y fotógrafo José Luis Cabezas obtuvo las primeras fotos públicas del empresario Alfredo Yabrán, quien era conocido porque no permitía a los medios sacarle fotos. El empresario era objeto de una investigación periodística sobre su presunta implicación en casos de corrupción política y había sido acusado por el entonces ministro de Economía Domingo Cavallo de ser «jefe de una mafia enquistada en el poder». La foto de Yabrán fue portada de la revista Noticias el 3 de marzo de 1996. El cadáver calcinado de Cabezas fue hallado en el paraje Los Manantiales, en las proximidades de General Juan Madariaga y a 13 kilómetros al noroeste de Pinamar el 25 de enero de 1997. Se encontraba dentro de un auto Ford Fiesta incendiado, con las manos esposadas a la espalda y dos disparos a la cabeza.
En la investigación siguiente, entre los condenados estaban tres policías: Sergio Camaratta, Aníbal Luna y Gustavo Prellezo. El asesinato ocurrió durante la gobernación de Eduardo Duhalde en la Provincia de Buenos Aires, y fue visto como un posible «mensaje mafioso» de la Policía de la Provincia de Buenos Aires hacia su gestión. «Me tiraron un cadáver», afirmaría más tarde el gobernador. El caso forzó a Duhalde a dividir la policía en 18 partes para reducir su poder.

### Masacre de Ramallo
El 17 de septiembre de 1999, tres ladrones armados irrumpieron en las oficinas del Banco de la Nación Argentina en Villa Ramallo, en el norte de la provincia de Buenos Aires, tomando seis rehenes. Después de varias horas, intentaron escapar en un coche, utilizando al director del banco y a un contable como escudos humanos, y reteniendo a la esposa del director. Unos metros más adelante, un grupo especial de la policía provincial, el GEO, mató a uno de los sospechosos y a los dos rehenes. Surgieron dudas sobre el comportamiento de la policía después de que todo el país vio imágenes de la unidad especial de la policía disparando deliberadamente al coche con rehenes en su interior.
El 17 de octubre de 1999, el secretario de Justicia y Seguridad bonaerense, Carlos Soria, confirmó que policías habían actuado como cómplices de los ladrones que asaltaron el banco. «Hay lamentablemente y como todos imaginábamos, algún personal policial directamente involucrado», dijo Soria.

## Legado
Aunque se considera que los sucesos más emblemáticos de la «maldita policía» ocurrieron en la década de los años 1990, el término ha sido desde entonces utilizado para referirse a posteriores sucesos de corrupción y abuso de autoridad por parte de las fuerzas policiales del país, como en la masacre de San Miguel del Monte.